# هنری هوونارس
هنری هوونارس (انگلیسی: Henri Hoevenaers; ۱ مهٔ ۱۹۰۲ – ۱۲ نوامبر ۱۹۵۸) دوچرخه‌سوار اهل بلژیک بود.
وی در مسابقات کشوری و بین‌المللی در مجموع برندهٔ ۱ مدال طلا، ۲ مدال نقره، ۱ مدال برنز شده‌است.